# Budai Katalin
Budai Katalin Klára (Budapest, 1953. december 31. – 2013. szeptember 9.) magyar színikritikus, szerkesztő, a Színházi Kritikusok Céhének és a Magyar Újságírók Országos Szövetségének (MÚOSZ) tagja.

## Élete és munkássága
Az Eötvös Loránd Tudományegyetem magyar–angol szakán végzett, majd az egyetem Esztétika Tanszékén és a Színházi Intézetben kétéves doktori képzésen vett részt. Az Akadémiai Kiadó szerkesztője lett, ezzel párhuzamosan irodalmi és művészeti írásokat publikált.
Első munkája már egyetemista korában, 1975-ben a Színház című folyóiratban megjelent. 1986-ban adta ki Maugham világa című kismonográfiáját. 1988-tól a Film Színház Muzsika című hetilap munkatársa volt, majd 1994-ig a Magyar Napló kritikai rovatának vezetője volt. 1998–2000 között a Frankfurti Könyvvásár magyar részvételének szervezője, 2000-től a kulturális tárcák irodalmi ügyekért felelős köztisztviselője volt. Rendszeresen publikált a Criticai Lapokban és a Kritikában, a Litera irodalmi portálon, valamint alkalmanként a Kisvárdai Lapokban. 2013. szeptember 9-én, ötvenkilenc éves korában autóbaleset következtében elhunyt.

## Magyarul
- Maugham világa; Európa, Bp., 1986 (Írók világa)